# George W. P. Hunt
George Wylie Paul Hunt (Huntsville, 1º novembre 1859 – Phoenix, 24 dicembre 1934) è stato un politico statunitense.
È stato il governatore dell'Arizona per quattro periodi: dal 1912 al 1917, dal 1917 al 1919, dal 1923 al 1929 e dal 1931 al 1933. Inoltre, dal maggio 1920 all'ottobre 1921, è stato Ministro statunitense per il Siam sotto la presidenza di Woodrow Wilson. Nato in Missouri, era rappresentante del Partito Democratico.